# Komařice
Komařice är en ort i Tjeckien.   Den ligger i regionen Södra Böhmen, i den södra delen av landet, 130 km söder om huvudstaden Prag. Komařice ligger 455 meter över havet och antalet invånare är 263.
Terrängen runt Komařice är platt. Runt Komařice är det ganska tätbefolkat, med 62 invånare per kvadratkilometer. Närmaste större samhälle är České Budějovice, 11,9 km norr om Komařice. Omgivningarna runt Komařice är en mosaik av jordbruksmark och naturlig växtlighet.